# Rue Le Bastard
Pour les articles homonymes, voir Le Bastard.
La rue Le Bastard est la principale rue commerçante et piétonne du centre-ville de Rennes.

## Situation et accès
La rue Le Bastard est située au nord de la place de la Mairie. Elle se situe dans le prolongement des rues de la Motte-Fablet (au nord) et d’Estrées (au sud), entre les rues Bertrand (au nord), La Fayette (au sud-ouest) et Nationale (au sud-est). Elle est ainsi la rue centrale du principal axe marchand de la ville, long de plus de 800 mètres et s'étendant de la rue d'Antrain au nord (au niveau de la rue Saint-Melaine) à la rue Jules Simon au sud.
La station de métro la plus proche est Sainte-Anne.

## Origine du nom
Son nom vient d'Edgard Le Bastard, ancien maire de Rennes de 1880 jusqu'à sa mort en 1891.

## Historique
Elle s'appelait jusqu'en 1893 « rue aux Foulons » avant de prendre sa dénomination actuelle.

## Bâtiments remarquables et lieux de mémoire
L'Amiral de Villeneuve y trouva la mort le 22 avril 1806. Il se serait suicidé après la défaite de Trafalgar, au no 21 de la rue, à l'hôtel de la Patrie.